# Niclas Angerborn
Lars Niclas Angerborn, född 30 januari 1966 i Malmö, är en svensk skådespelare, regissör och dramatiker.

## Biografi
Angerborn började sin teaterbana på Heleneholmsskolans Teaterförening under gymnasietiden i uppväxtstaden Malmö. Därefter fortsatte han med teaterstudier vid Ingesunds folkhögskola 1985, där han också mötte sin blivande hustru, författaren Ingelin Angerborn. 1989 flyttade paret till Linköping och bildade familj, samtidigt som han inledde en omfattande teater- och nöjesverksamhet i Östergötland.
Tillsammans med kompanjonen Lasse Olofsson startade han eget teaterbolag, som från första halvan av 1990-talet gjorde barnteateruppsättningar samt sommarteater på Sjöbergska friluftsteatern. Detta utvidgades efterhand till nya samarbeten, gästspel på Östgötateatern, Linköpings symfoniorkester med mera, Med bolaget Jippi Kulturproduktioner – tillsammans med Olofsson och producenten Håkan Bäck – gjordes 1999–2010 bland annat komedier, farser och revyer på Sagateatern i Linköping och Skandiateatern i Norrköping. Detta övergick hösten 2010 till Angerborns och Olofssons verksamhet TeaterExpressen (från våren 2016 namnändrat till Teater Leo) med många namnkunniga gästskådespelare i rollistorna i de årliga nyårsproduktionerna.
Han har skrivit ett flertal teaterpjäser för barn och vuxna, framför allt komedier, regisserat ett antal produktioner och för sina många komiska rolltolkningar blivit känd som "en av Östergötlands roligaste skådespelare". Sedan 2012 är han också fullt verksam vid Vadstena Nya Teater i Vadstena. Tillsammans med sin hustru skrev han pjäsen Ellen Key och Ljuset på Strand med urpremiär i Vadstena 3 april 2014 med Angerborn i rollen som Verner von Heidenstam. För denna tilldelades paret Angerborn 2014 Ingeborg och Folke Lööfs minnesfonds kulturpris.
Han har varit verksam vid Radio Östergötland och är även Östgöta Correspondentens kåsör. Förutom medverkan i en rad humoristiska radio- och tv-reklamproduktioner spelade han poliskommissarie i långfilmerna Hundraåringen som klev ut genom fönstret och försvann (2014) och Hundraettåringen som smet från notan och försvann (2016).

## Filmografi
- 2013 – Hundraåringen som klev ut genom fönstret och försvann
- 2015 – En familj (tv-film)
- 2016 – Hundraettåringen som smet från notan och försvann

## Dramatik
- Par i trubbel[9]
- Bröllopsfesten (medförfattare)
- Fullt frisk!
- Ellen Key och Ljuset på Strand (med Ingelin Angerborn)
- Sunes sommartorp
- Ture Sventon på semester

(Delaktig i ett flertal revyer, krogshower, barnteaterproduktioner och evenemang.)

## Teaterproduktioner
1995
- Kompisar, turnerande barnteaterföreställning
- På gränsen, turnerande ungdomsföreställning
- Nyårscocktail, nyårsrevy på Forumteatern

1996
- Egon och Fritz, turnerande barnteaterföreställning
- Götas hotell, nyårsrevy på Forumteatern

1997
- Gladpacket, krogshow på Brask Hotell
- Folk och rövare i Kamomilla stad, barnteater i Gamla Linköping (även regi)
- Lilla fröken Nöff, barnteaterföreställning på Sagateatern
- Götas meny, nyårsrevy på Sagateatern

1998
- Ligan, modern fars på Sagateatern
- Klas Klättermus, barnteater i Gamla Linköping (även regi)
- Halloweenkonsert med Norrköpings symfoniorkester, Konsert och Kongress
- Götas kanal, nyårsrevy på Sagateatern

1999
- Spegel, spegel..., historiskt spel om 1600-talet, Linköpings domkyrka
- Lyssna!, turnerande barnteaterföreställning om FN:s konvention om barnets rättigheter
- Pelle Svanslös, barnteater i Gamla Linköping
- Lyssna, sa Lukas, om barnkonventionen för de riktigt små
- Nu är det klippt!, fars på Sagateatern

2000
- Ligan 2, modern fars på Sagateatern
- Kulturstråk, historisk stadsvandring med teatertablåer
- Jakten på Doktor Knyppels hemlighet, barnteater i Gamla Linköping
- Götas Picknick, sommarrevy i Gamla Linköping
- Tomten i leksaksfönstret, sagoteater på biblioteket
- Högtryck, nyårsrevy på Forumteatern

2001
- Pettson och Findus, barnteater i Gamla Linköping
- Momo eller kampen om tiden, barn- och ungdomsföreställning på Alka
- Kaos, krogshow på Mejeriet i Vadstena (även regi)
- Urskoj, nyårsrevy på Forumteatern

2002
- Sunes sommartorp, barnteater i Gamla Linköping (även manus)
- Håll i hatten, fars på Sagateatern

2003
- Emil i Lönneberga, barnteater i Gamla Linköping
- Kuta och kör, fars på Sagateatern och Lilla Teatern
- Nyvädrat, nummerrevy på Sagateatern
- Snickar-Nicke julstökar, julsaga för barn

2004
- Från Julia till Babben, enmansföreställning på Lilla teatern (endast regi)
- Ture Sventon på semester, barnteater i Gamla Linköping (även manus och regi)
- Nybakat, nummerrevy på Sagateatern
- Miss på remiss, fars på Sagateatern

2005
- Krig hela tiden, nutidsdrama med Teater Cayenne
- Folk och rövare i Kamomilla stad, barnteater i Gamla Linköping
- Hemsöborna, folklustspel i Landeryds hembygdspark
- Nybadat, revy på Sagateatern (även delaktig i manus)

2006
- Pettson & Findus, barnteater i Gamla Linköping
- Hemsöborna, folklustspel i Landeryds hembygdspark
- Lida, thriller av Stephen King på Arbis i Linköping
- Tack för kaffet, revy på Globenteatern i Linköping
- Pengarna eller livet, fars på Sagateatern

2007
- Rasmus på luffen, barnteater i Gamla Linköping
- Bubbel Trubbel, fars på Sagateatern
- Andra bullar, revy på Globenteatern i Linköping

2008
- Trazzel, fars på Skandiateatern i Norrköping
- LasseMajas detektivbyrå i Gamla Linköping
- Hemsöborna, folklustspel i Landeryds hembygdspark
- Jippi för Tage, minnesrevy för Tage Danielsson
- Julkalaset, julshow på Mejeriet, Vadstena

2009
- Trazzel, fars på Sagateatern
- Hal som en Ål, fars på Skandiateatern i Norrköping
- Ronja Rövardotter i Gamla Linköping
- Spanska flugan, fars i Landeryds hembygdspark

2010
- Hal som en Ål, fars på Sagateatern
- Omaka par, komedi på Skandiateatern
- Fem myror är fler än fyra elefanter (scenversion) i Gamla Linköping
- Spanska flugan, fars i Landeryds hembygdspark
- Polisen & Filuren, turnerande barnteater

2011
- Omaka par, komedi på Sagateatern
- Bröllopsfesten, krogshow på Mejeriet, Vadstena (manus, regi, skådespelare)
- Sommarskojarna, sommarrevy i Landeryds hembygdspark
- Par i trubbel, fars på Skandiateatern (manus, regi, skådespelare)

2012
- Bröllopsfesten, krogshow på Mejeriet, Vadstena
- Det mystiska paketet, turnerande barnteater

2013
- Fullt frisk!, fars på Sagateatern (manus, regi, skådespelare)
- Lejonungen, musikteaterföreställning på Crusellhallen
- Heta synder, krogshow på Vadstena Nya Teater (manus, regi, skådespelare)
- Skaffa mig en tenor, fars på Sagateatern (även regi)

2014
- Ellen Key och Ljuset på Strand, drama på VNT (manus, regi, skådespelare)
- Heta synder, krogshow på Vadstena Nya Teater (manus, regi, skådespelare)
- Casanova sökes!, fars på Sagateatern (även regi)

2015
- Hugo Hansson flyttar in!, turnerande barnteater
- Ellen Key och Ljuset på Strand, drama på VNT (manus, regi, skådespelare)
- I afton mord, mordgåta på VNT, (även regi)
- Hjälten från Stångån, komedi på Sagateatern (även regi)

2016
- Hugo Hansson flyttar in!
- Kuta och kör, fars på Sagateatern